# Koncentrationsläger under boerkriget
Koncentrationsläger (engelska concentration camps eller refugee camps) under andra boerkriget var de läger som de engelska myndigheterna upprättade för fångna boer. Lägren var ursprungligen avsedda för "icke stridande" från landområden, som besatts av engelsmännen.

## Tältläger
Enligt lord Roberts proklamation den 22 september 1900, avsågs lägren ursprungligen vara för de boer, som frivilligt gav sig åt engelsmännen. Dessa fångar tillförsäkrades sålunda rättighet att få kvarstanna i landet, medan krigsfångarna i egentlig mening sändes till engelska kolonier (Ceylon, Bermudasöarna, S:t Helena med flera) utanför Afrikas fastland.
Stora tältläger, rymmande flera tusen man, uppfördes vid Pretoria och Bloemfontein. Proklamationen hade emellertid inte avsedd verkan. Endast ett ringa antal boer lade ned vapnen. De båda lägren - liksom de sedermera upprättade i eller vid Johannesburg, Standerton, Pietermaritzburg, Durban, Volksrust, Middelburg, Ermelo, Aliwal North, Winburg med flera, fick i stället ta emot huvudsakligen kvinnor och barn, tillhörande boerfamiljer, vilkas vapenföra medlemmar låg i fält, hade tillfångatagits eller stupat.
För de engelska myndigheterna framstod det, ju längre kriget varade och ju större område av landet som besattes av engelsmännen, nödvändigt att på något sätt sörja för boernas kvarlämnade familjer på farmerna. Detta blev i synnerhet fallet, sedan lord Kitchener övertagit befälet (29 november 1900) och börjat tillämpa ett krigföringssätt, som gick ut på att uttömma boernas hjälpkällor och göra det omöjligt för dem att fortsätta kriget. Hellre än att överlämna kvinnorna och barnen åt närmaste boerkommando, valde man att sammanföra dem till de nämnda lägren, vilka då började benämnas koncentrationsläger, och där underhålla dem på engelska statens bekostnad. Antalet på så sätt internerade uppgick slutligen, då det var som störst (i augusti 1901), till över 105 000 individer, varav omkring 17 000 män, 36 000 kvinnor och 52 000 barn.
Boerna och deras förespråkare har framhållit att då de internerade varken erhöll tillräckligt underhåll eller nöjaktig vård, var det ett brott mot folkrätten att hålla dem i fångläger. Dödligheten, särskilt bland barnen, var hög 1 545 dödsfall bland 52 255 barn (augusti 1901). Å andra sidan framhölls att engelsmännen knappast hade något annat val, då kriget under sitt senare skede karakteriserades av ständiga överfall och raids, att kvinnorna och barnen, om de lämnats kvar på farmerna, omkommit av brist på föda eller fallit offer för de mot boerna fientligt stämda kaffrerna, att fångarna inte hade det sämre än de engelska soldaterna och att bristerna berott på, att boerna stört engelsmännens förbindelselinjer eller lagt beslag på dessas livsmedelstransporter, samt att den stora dödligheten bland barnen förorsakats bland annat av brist på mjölk och av en mässlingsepidemi.
En vädjan från boerhåll (1901) till de europeiska makterna angående en bättre behandling av de internerade gav inte något resultat.